# Марія Хімич
Марія Хімич (18 серпня 1985, Бердичів, Житомирська область) — українська письменниця, поетеса та журналістка, член Національної спілки письменників та Національної спілки журналістів України.

## Із життєпису
Проживала у с. Тетерівка. У 2007 році закінчила філологічний факультет Житомирського державного університету ім. Івана Франка, за рік там же — магістратуру. Працювала журналістом обласної газети Житомирщина.
Друкувалася в альманасі «Оксія», журналах «Люблю+Слово», «Світло спілкування», «Березіль», «Дніпро», «Кур'єр Кривбасу», газетах «Літературна Україна», «Українська літературна газета». У вересні 2014 року очолила Житомирську обласну літературно-мистецьку студію ім. Михайла Клименка. Співорганізатор та учасниця літературних заходів та конкурсів у Житомирі.
3 квітня 2015 року емігрувала до Канади, проживає з чоловіком та донькою у місті Ред-Дір.

## Творчість
- Збірка віршів та прози «Півні-Ч» (2012);
- Збірка поезій «Білі шкарпеточки» (видавництво «Смолоскип», 2014)[1];
- Роман «Байстрючка» (2016)[3].

## Відзнаки та нагороди
- Перше місце на фестивалі-конкурсі молодих поетів Житомирщини пам'яті Юрка Ґудзя «Клекотень осені-2012».
- Переможниця міського фестивалю художнього читання «Поезія житомирських авторів» (2012).
- Премія ім. Василя Юхимовича у номінації «Проза» (м. Коростень) та переможниця обласного щорічного конкурсу «Краща книга року» в номінації «Кращий літературний дебют» (м. Житомир) за збірку віршів та прози «Півні-Ч» (2012).
- Лавреатка літературних конкурсів «Майстерня чудес-2012» та «Майстерня чудес-2013» літературного об'єднання Кобзар[1].
- Друга премія у номінації «Поезія», третя премія у номінації «Проза» літературного конкурсу видавництва «Смолоскип» (2013)[4].
- Лавреатка Міжнародної україно-німецької премії ім. Олеся Гончара у номінації «Велика проза» (2013).
- Лавреатка «Корнейчуковської премії» та літературного конкурсу імені Платона Кускова (2013)[1].